# Таксономия инфузорий
Таксономия инфузорий — классификация и систематизация организмов, принадлежащих к типу Инфузории, в соответствии с общей концепцией систематики простейших в частности, и животных в целом.

## Систематика

### Классическая
Всего данный тип, по различным данным, содержит 6—7 тысяч видов. В соответствии с отечественной систематикой 80-х годов XX века данный тип содержит в себе два класса — класс Ресничных инфузорий (Ciliata) с тремя надотрядами и класс Сосущих инфузорий (Suctoria).
Тип Ciliophora
- Класс Ciliata — ресничные инфузории.

- Надотряд Kinetofragminofora — самая примитивная и разнообразная группа инфузорий. Реснички располагаются по телу равномерно, обычно продольными рядами, но некоторые части тела могут быть лишены ресничек.

- Отряд Entodiniomorpha
- Отряд Gymnostomata
- Отряд Hypostomata

- Надотряд Oligohymenophora — для инфузорий, относящихся к данному надотряду, характерно образования в области ротового отверстия специфического аппарата тетрахимениума, слагаемого из трёх мембранелл (состоящих из мелких жгутиков) левее рта и трех мембранелл правее.

- Отряд Hymenostomata
- Отряд Peritrichia (подотряд Sessilia (сидячие), подотряд Mobilia (свободноживущие и паразиты))

- Надотряд Polyhemenophora — характеризуюутся усложнением тетрахимениума (спирально закрученная зона околоротовых мембранелл, сопровождающаяся увеличением числа мембранелл). Реснички равномерно покрывают тело или образуют цирры.

- Отряд Heterotrichia
- Отряд Hypotrichia
- Отряд Olygotrichia

- Класс Suctoria — сосущие инфузории. Характеризуются отсутствием во взрослом состоянии ресничек, рта и глотки. Наличествуют щупальца, одно или несколько, ветвящиеся и не ветвящиеся, на конце которых существует канал.

### По С. А. Карпову
В соответствии с систематикой, предложенной С. А. Карповым (2004), выделяется уже 11 классов:
Тип: CILIOPHORA — Ресничные
- Подтип: Intramacromucleata

- Класс: Colpodea
- Класс: Litostomatea

- Подкласс: Haptoria
- Подкласс: Trichostomatia

- Класс: Nassophorea
- Класс: Oligohymenophorea

- Подкласс: Apostomatia
- Подкласс: Astomatia
- Подкласс: Hymenostomatia
- Подкласс: Peniculia
- Подкласс: Peritrichia
- Подкласс: Scuticociliatia

- Класс: Phyllopharyngea

- Подкласс: Chonotrichia
- Подкласс: Phyllopharyngia
- Подкласс: Rhynchodia
- Подкласс: Suctoria

- Класс: Plagiopylea
- Класс: Prostomatea
- Класс: Spirotrichea

- Подкласс: Choreotrichia
- Подкласс: Hypotrichia
- Подкласс: Oligotrichia
- Подкласс: Protocruziidia
- Подкласс: Stichotrichia

- Класс: Intramacronucleata incertae sedis

- Подтип: Postciliodesmatophora

- Класс: Heterotrichea
- Класс: Karyorelictea

### По В. В. Малахову
Система В. В. Малахова (2006) отличается тем, что существуют русские названия для всех таксонов.
Тип: Ciliophora — Ресничные или инфузории
- Класс: Karyorelicta — Кариореликтовые
- Класс: Heterotricha — Разноресничные
- Класс: Spirotricha — Спиральноресничные
- Класс: Lithostomata — Литостоматовые
- Класс: Chonotricha — Хонотриха
- Класс: Suctoria — Сосущие
- Класс: Colpodida — Колподовые
- Класс: Prostomata — Простомовые
- Класс: Oligogymenophorea — Олигогименофоровые
- Класс: Astomata — Безротые

### Международная система
По S. Adl, A. Simpson et al. (2005). В данной классификации применен так называемый безранговый подход — иерархия таксонов есть, но их ранги никак не названы:
- Super-group: Chromalveolata Adl et al., 2005

- Phylum-group: Alveolata Cavallier-Smith, 1991

- Subphylum-group: Ciliophora Doflein, 1901 = Ciliata Perty, 1852; = Infusoria Buetschli, 1887

- Postciliodesmatophora Gerassimova and Seravin, 1976

- Karyorelictea Corliss, 1974
- Heterotrichea Stein, 1859

- Intramacronucleata Lynn, 1996

- Spirotrichea Bütschli, 1889 (R)

- Protocruzia Faria da Cunha and Pinto, 1922
- Phacodinium Prowazek, 1900 [Phacodiniidia Small and Lynn, 1985]
- Licnophora Claparède, 1867 [Licnophoria Corliss, 1957]
- Hypotrichia Stein, 1859
- Oligotrichia Bütschli, 1887
- Choreotrichia Small and Lynn, 1985
- Stichotrichia Small and Lynn, 1985

- Armophorea Jankowski, 1964 (R)

- Armophorida Jankowksi, 1964
- Clevelandellida de Puytorac and Grain, 1976
- Odontostomatida Sawaya, 1940

- Litostomatea Small and Lynn, 1981

- Haptoria Corliss, 1974
- Trichostomatia Bütschli, 1889

- Phyllopharyngea de Puytorac et al., 1974

- Cyrtophoria Fauré-Fremiet in Corliss, 1956
- Chonotrichia Wallengren, 1895
- Rhynchodia Chatton and Lwoff, 1939
- Suctoria Claparède and Lachmann, 1858

- Nassophorea Small and Lynn, 1981
- Colpodea Small and Lynn, 1981
- Prostomatea Schewiakoff, 1896
- Plagiopylea Small and Lynn, 1985 (R)
- Oligohymenophorea de Puytorac et al., 1974

- Peniculia Fauré-Fremiet in Corliss, 1956
- Scuticociliatia Small, 1967
- Hymenostomatia Delage and Hérouard, 1896
- Apostomatia Chatton and Lwoff, 1928
- Peritrichia Stein, 1859
- Astomatia Schewiakoff, 1896

Последние три предложенные систематики являются частью глобальной классификации царства простейших (Protista) данных авторов. Видно, что последние три систематики в разной степени совпадают, а иногда и совсем не совпадают с классической системой. Это различие обуславливается тем, что они все основаны не на морфологических признаках (как систематика 80-х годов), а на основе анализа внутриклеточных структур — строения митохондрий, анализ ДНК и пр. Почти всегда системы, основанные на анализе ДНК и различных консервативных признаках внутреннего строения клетки, в корне отличаются от представлений, основанных на чисто морфологических признаках. Такого рода систематики, безусловно, в большей степени отражают степень филогенетического сходства таксонов, однако не всегда совпадают между собой, вследствие предпочтения одного признака другому, что усложняет обращение с данными системами. В любом случае, систематики, построенные на анализе ДНК, в большей степени отражают меру филогенетического сходства таксонов.

### World Register of Marine Species
На декабрь 2018 года база данных World Register of Marine Species (WoRMS) предлагает следующую классификацию инфузорий до подклассов включительно:
- Тип Ciliophora
  - Подтип Intramacronucleata

- Отряды incertae sedis
- Класс Oligotrichea
  - Подкласс Halteriia
  - Подкласс Oligotrichia

- Инфратип Rhabdophora
  - Класс Litostomatea
    - Подкласс Haptoria
    - Подкласс Trichostomatia

- Инфратип Spirotrichia
  - Класс Spirotrichea
    - Подкласс Choreotrichia
    - Подкласс Hypotrichia
    - Подкласс Licnophoria
    - Подкласс Protocruziidia
    - Подкласс Stichotrichia

- Инфратип Ventrata
  - Класс Colpodea
  - Класс Nassophorea
  - Класс Oligohymenophorea
    - Подкласс Apostomatia
    - Подкласс Astomatia
    - Подкласс Hymenostomatia
    - Подкласс Peniculia
    - Подкласс Peritrichia
    - Подкласс Scuticociliatia

  - Класс Phyllopharyngea
    - Подкласс Chonotrichia
    - Подкласс Cyrtophoria
    - Подкласс Phyllopharyngia
    - Подкласс Rhynchodia
    - Подкласс Suctoria

  - Класс Plagiopylea
  - Класс Prostomatea

- Подтип Postciliodesmatophora

- Класс Heterotrichea
- Класс Karyorelictea